# (38641) 2000 NX16
2000 NX16 (asteroide 38641) é um asteroide da cintura principal. Possui uma excentricidade de 0.22872440 e uma inclinação de 3.13972º.
Este asteroide foi descoberto no dia 5 de julho de 2000 por LONEOS em Anderson Mesa.